# モーリス・ジェルモー
モーリス・ジェルモー（Maurice Germot, 1882年11月17日 - 1958年8月6日）は、フランス・アリエ県ヴィシー出身の男子テニス選手。黎明期の全仏選手権や近代オリンピックで活躍し、とりわけ同じ年のマックス・デキュジスとのダブルスで顕著な成績を残した。全仏選手権では男子シングルス3勝、男子ダブルス11勝を挙げ、オリンピックでも1906年のアテネ中間五輪と1912年のストックホルム五輪で男子ダブルスの金メダルを獲得した選手である。

## 来歴
モーリス・ジェルモーとマックス・デキュジスのペアは、1904年の全仏選手権で男子ダブルス初優勝を飾った。デキュジスは1902年・1903年の男子ダブルスではJ・ワースと組んで優勝していたが、ジェルモーとのコンビで抜群の強さを発揮し始める。ジェルモーは1906年から1914年まで全仏選手権の男子ダブルスに「9連覇」を達成したが、1910年だけはパートナーはデキュジスではなく、マルセル・デュポン（Marcel Dupont）であった。最初期の全仏選手権は、出場資格がフランス人選手のみに限定され、選手のフルネームや準優勝者、試合結果に正確な記録が残っていないものが多い。ダブルスの場合は、当時の大会記録は優勝ペアしか残されていない。男子シングルスでは、ジェルモーは1905年・1906年・1910年に3勝を挙げたが、準優勝が1908年・1909年・1911年の3度あった。
ジェルモーが男子ダブルス金メダルを獲得したオリンピックは、1906年のアテネ中間五輪と1912年のストックホルム五輪である。中間五輪では、ジェルモーは男子ダブルスでデキュジスとペアを組んで優勝し、男子シングルスは決勝でデキュジスに 1-6, 9-7, 6-4, 1-6 で敗れて銀メダルになった。この中間五輪は、現在はオリンピックの公式記録に数えられない。続く1908年ロンドン五輪と1912年ストックホルム五輪では、テニス競技は通常の屋外競技に加えて「室内競技」（オリンピック記録では“Indoor Courts”と記載）の2種類が実施された。ジェルモーは1908年ロンドン五輪では、屋外競技でジョシア・リッチーとの準々決勝を途中棄権している。4年後の1912年、ジェルモーは男子ダブルスでアンドレ・ゴベールとペアを組み、「室内競技」部門の金メダルを獲得した。ジェルモーとゴベールは、決勝で地元スウェーデンのカール・ケンペ＆グンナー・セッターウォール組に 4-6, 14-12, 6-2, 6-4 で競り勝った。この変則的な方式の大会では、屋外競技は男子シングルス67名、男子ダブルス31組で優勝を争ったのに対して、室内競技は男子シングルス25名、男子ダブルス11組の戦いであった。テニスの室内競技は、ロンドンとストックホルムの2大会のみで廃止された。
1914年に第1次世界大戦が勃発し、各種のスポーツ競技大会も戦争のため開催が中断された。1918年11月の終戦後、全仏選手権の再開は1920年までかかった。終戦後に再開した最初の大会で、ジェルモーはデキュジスとのペアで復活優勝を飾り、これでジェルモーの男子ダブルス優勝は「11勝」になった。デキュジス＆ジェルモーの組は、1904年から1920年までの16年間に（戦争による中断をはさんで）10勝をマークしたことになる。ジェルモーの他の成績は、1914年のウィンブルドン選手権で男子シングルスのベスト8進出があった。フランスのテニス界の黎明期を築いたモーリス・ジェルモーは、1958年8月6日に故郷のヴィシーにて75歳で逝去した。

## 主な成績
- 全仏選手権
  - 男子シングルス：3勝（1905年、1906年、1910年）　［準優勝3度：1908年、1909年、1911年］
  - 男子ダブルス：11勝（1904年、1906年-1914年／1920年）　［大会9連覇を含む］
- オリンピック
  - 1906年アテネ五輪：男子シングルス・銀メダル、男子ダブルス・金メダル
  - 1912年ストックホルム五輪：室内競技、男子ダブルス金メダル
- ウィンブルドン選手権　男子シングルス：チャレンジラウンド・ベスト8（1914年）